# 2061
Évszázadok: 20. század – 21. század – 22. század
Évtizedek: 2010-es évek – 2020-as évek – 2030-as évek – 2040-es évek – 2050-es évek – 2060-as évek – 2070-es évek – 2080-as évek – 2090-es évek – 2100-as évek – 2110-es évek
Évek: 2056 – 2057 – 2058 – 2059 –  2060 – 2061 – 2062 – 2063 – 2064 – 2065 – 2066
2061-es év (MMLXI) a Gergely-naptár szerint szombati nappal kezdődik.

## Várható események
- július 26. – A Halley-üstökös visszatér.[1]
- A Szingapúr-Malajzia vízügyi megállapodás lejárata.[2][3]

## Képzeletbeli események
- Arthur C. Clarke angol író tudományos-fantasztikus regényének története, a 2061 - Harmadik űrodisszeia.[4]